# Diges
Diges ist eine französische Gemeinde mit 1.059 Einwohnern (Stand: 1. Januar 2022) im Département Yonne in der Region Bourgogne-Franche-Comté (bis 2015: Burgund). Die Gemeinde gehört zum Arrondissement Auxerre und zum Kanton Cœur de Puisaye (bis 2015: Kanton Toucy). Die Einwohner werden Digeois genannt.

## Geografie
Diges liegt am Rand der Landschaft Puisaye, etwa 14 Kilometer südwestlich von Auxerre. Umgeben wird Diges von den Nachbargemeinden Parly im Norden und Nordwesten, Pourrain im Norden, Escamps im Osten, Ouanne im Süden und Südosten, Leugny im Süden, Moulins-sur-Ouanne im Südwesten sowie Toucy im Westen.

## Bevölkerungsentwicklung
| Jahr                      | 1962 | 1968 | 1975 | 1982 | 1990 | 1999 | 2006 | 2013 |
| Einwohner                 | 885  | 823  | 699  | 825  | 956  | 1066 | 1122 | 1147 |
| Quelle: Cassini und INSEE |      |      |      |      |      |      |      |      |

## Sehenswürdigkeiten
- Befestigte Priorei und Kirche Saint-Martin
- Farbfabrik (Ocrerie) von Sauilly, Industriedenkmal, Monument historique

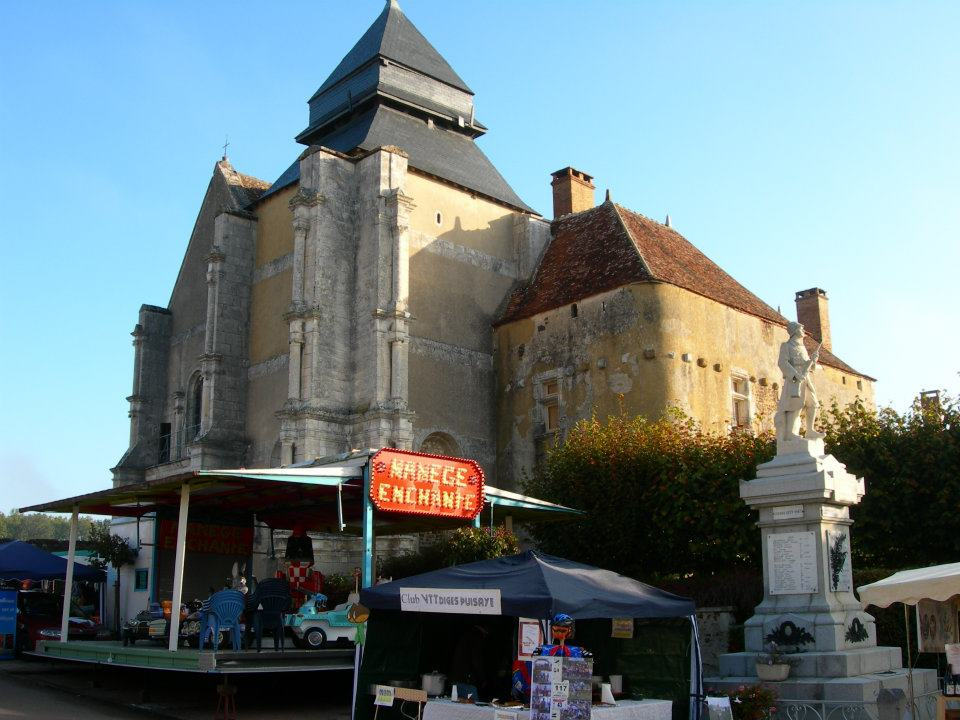
Kirche Saint-Martin